# Distrito de Gali
El distrito o rayón de Gali (en georgiano: გალის მუნიციპალიტეტი; en abjasio: Гал араион) es un distrito ubicada en el sur de la parcialmente reconocida República de Abjasia, con capital en Gali, aunque de iure pertenece a la República Autónoma de Abjasia como parte de Georgia. El distrito es menor que su epónimo en la subdivisión de Georgia, porque parte de su antiguo territorio es ahora parte del distrito de Tkvarcheli, creado por las autoridades abjasias de facto en 1995.
El distrito de Gali estaba poblado casi en su totalidad por mingrelianos, una subdivisión étnica georgiana, antes de la guerra de Abjasia. La mayoría de los georgianos huyó del distrito tras los enfrentamientos étnicos en 1993-1994 y nuevamente en 1998. De 40 000 a 60 000 refugiados han regresado al distrito de Gali desde 1998, incluidas las personas que cruzan a diario la línea de cese del fuego y aquellos que migran estacionalmente de acuerdo con los ciclos agrícolas. El distrito de Gali es ahora el único distrito de Abjasia en que los georgianos étnicos constituyen una gran mayoría.
La población del distrito era de 29 287, según el censo de 2003 realizado en Abjasia, puesto en tela de juicio por muchos observadores internacionales; se estima en 45 mil en 2006, aunque las autoridades abjasias impugnan esta cifra afirmando que al menos 65 000 refugiados habían regresado. Junto con el valle del Kodori, el distrito de Gali es una de las dos áreas conflictivas reales mientras que la situación es relativamente pacífica en el resto de Abjasia. Fue un campo de batalla en la escalada del conflicto georgiano-abjasio de 1998.

## Historia
Históricamente, el actual distrito de Gali constituyó la frontera entre los principados de Abjasia y Samegrelo, dos dominios feudales separados del Reino de Georgia, y cambiaba con frecuencia de soberanos así como cambiaban las fronteras de estos principados durante las luchas dinásticas entre los clanes Shervashidze y Dadiani. En la segunda mitad del siglo XVII, los príncipes Shervashidze de Abjasia lograron conquistar los territorios hasta el río Inguri, incluido el distrito de Gali. Con la disolución del Principado de Abjasia c. 1700, el distrito entre los ríos Galidzga e Inguri llegó a ser gobernado por una rama de la familia Shervashidze, uno de cuyos miembros, Murzakan, dio a su nuevo feudo el nombre de Samurzakano (es decir, «tierra de Murzakan»). La clase alta de este nuevo principado estaba compuesta principalmente de la nobleza abjasia georgiano-hablante, mientras que los campesinos eran tanto de origen abjasio como georgiano (mingreliano). En contraste con el resto de Abjasia, islamizada en gran parte bajo el Imperio otomano, Samurzakano sigue siendo adherente al Cristianismo ortodoxo georgiano. Finalmente el principado terminó bajo dominio mingreliano, pero conservando un grado de autonomía, incluso después de que la Rusia imperial expansionista estableciera su protectorado sobre Mingrelia en 1804. En 1840, sin embargo, Rusia unilateralmente se anexionó Samurzakano. En las décadas de 1860-70, las revueltas de Abjasia y la persecución sistemática de la población musulmana a manos de las autoridades rusas condujo a muchos abjasios a convertirse en muhayires en los dominios otomanos. La población cristiana ortodoxa de Samurzakano permaneció sin embargo relativamente inalterada. La disminución de la población abjasia dejó a la mingreliana como cultura dominante en la zona. Por otra parte, algunos campesinos georgianos de la orilla izquierda del río Inguri también emigraron a la orilla derecha en Abjasia, donde, prevalecían aún débiles prácticas de servidumbre. 
La tasa de matrimonios entre georgianos y abjasios fue elevada, lo que dio lugar a la mezcla cultural de la población del distrito y la introducción de la categoría especial 2samurzakanios» en el censo imperial ruso de 1897. Este grupo estaba compuesto principalmente por mingrelianos con una minoría de abjasios. El 38% y 35% de la población del distrito se identificaron como mingrelianos y georgianos, respectivamente, durante el primer censo soviético de 1926, con otro 26% la identificación de sí mismos como abjasios. El último grupo en el distrito de Gali disminuyó en gran medida de modo que formó solo un pequeño porcentaje de la población. Como los censos soviéticos llevados a cabo después de 1926 no distinguían los georgianos de los mingrelianos por separado, estas nacionalidades juntas constituían la abrumadora mayoría en el distrito. 

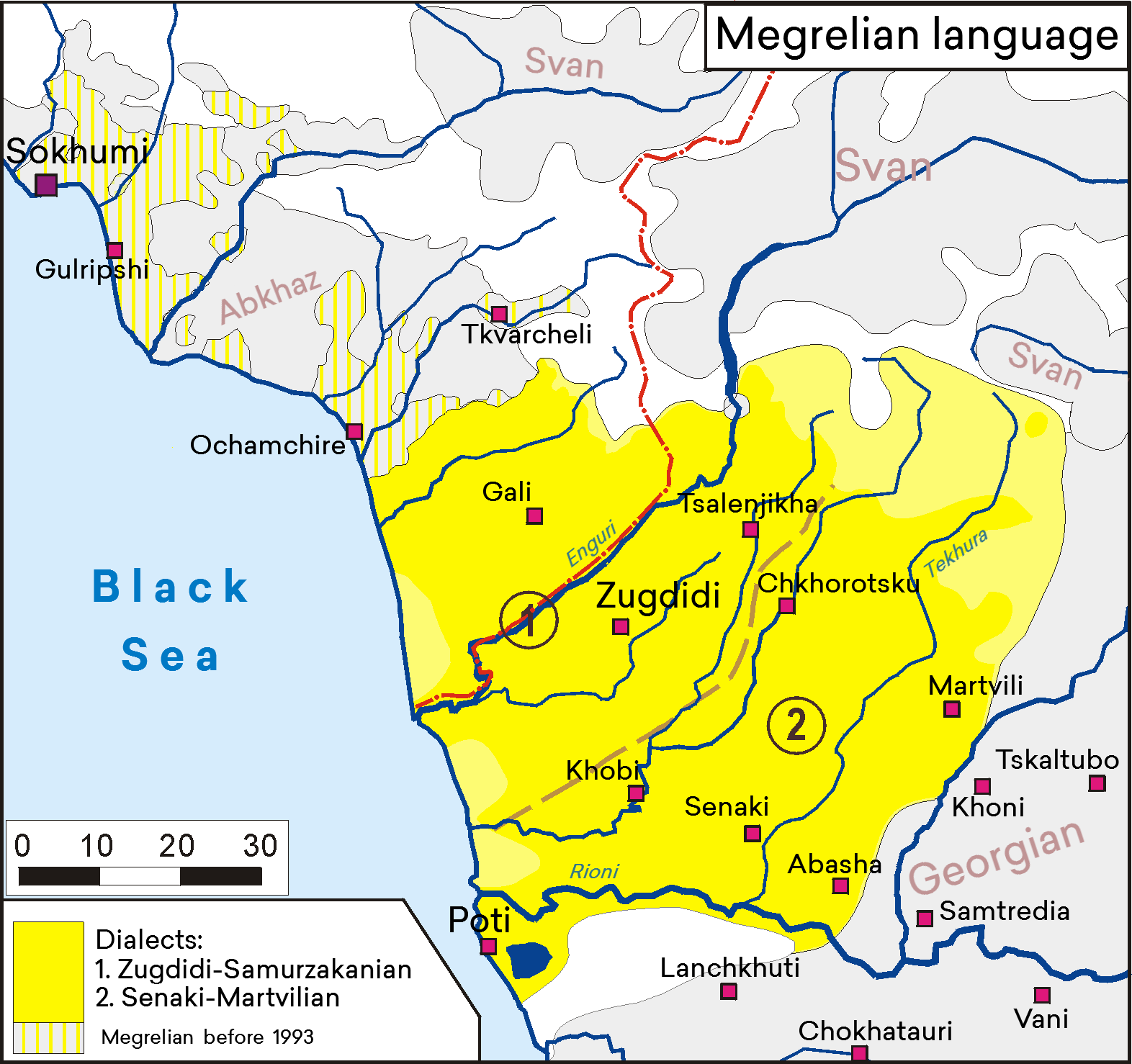
Mapa con la extensión histórica de Mingrelia y del idioma mingreliano

La historia posterior de Samurzakano/Gali sigue básicamente la de la moderna Abjasia, que se convirtió en una entidad autónoma dentro de la República Democrática de Georgia (1918–1921), después la República Socialista Soviética de Abjasia asociada con la República Socialista Soviética de Georgia (1921–1931) y, por último, la República Autónoma Socialista Soviética de Abjasia dentro de Georgia. Bajo el mandato de Stalin, desde 1944/5 hasta 1953, se cerraron las escuelas abjasias y las instituciones culturales fueron suprimidas, lo que a veces es visto como un intento de asimilación de los abjasios a los georgianos.
En el apogeo de la guerra secesionista de Abjasia en 1993, los georgianos de Gali fueron sometidos a depuración étnica sistemática a manos de las milicias abjasias y sus aliados de Rusia en las repúblicas del Cáucaso norte. En noviembre de 1993, la mayor parte del distrito de Gali había sido controlada por los secesionistas, con la excepción de unos pocos enclaves aislados evacuados por las fuerzas georgianas de acuerdo con el acuerdo ruso de alto el fuego negociado en 1994. Desde entonces, unos 40 000-60 000 georgianos han regresado al distrito de Gali esporádicamente, pero el proceso fue frustrado por el estallido de las hostilidades en mayo de 1998. En respuesta al intento de la guerrilla georgiana para recuperar la zona, las fuerzas abjasia pusieron en marcha un gran barrido en el distrito. A pesar de las críticas de la oposición, Eduard Shevardnadze, presidente de Georgia, se negó a desplegar tropas en contra de Abjasia. Se negoció un alto el fuego que se firmó el 20 de mayo de 1998. Las hostilidades se debieron a los cientos de bajas en ambos bandos y al desplazamiento de más 30 000-40 000 georgianos. A pesar de que muchas familias volvieron pronto, los enfrentamientos dejaron en ruinas unos 1500 hogares y completamente destruidas las infraestructuras del país, incluido algunos elementos que habían sido recientemente rehabilitados con la financiación internacional. Las Naciones Unidas dirigieron la misión de evaluación conjunta al distrito de Gali en 2000.
Georgia propuso el 3 de febrero de 2003 crear una administración conjunta georgiano-abjasia en Gali, pero la parte abjasia rechazó la propuesta. La UNOMIG y la parte georgiana han propuesto el despliegue de una misión de policía civil de la ONU en ambos lados de la línea de alto el fuego. Desde 2003, la policía de la ONU ha estado presente en el lado controlado por Georgia, pero las autoridades abjasias de facto se oponen a su despliegue en Gali porque socavaría su propia autoridad política.

## Gobierno y administración
En el distrito del jefe de todas las administraciones rurales, sin excepción, son todos georgianos mingrelianos y de los 25 diputados de la asamblea de distrito, solo cuatro son abjasios. Por lo tanto, se podría decir que el poder está representado de acuerdo con la composición nacional de la población local. En la actualidad, el jefe del distrito es Temur Nadaraia.

### Derechos humanos

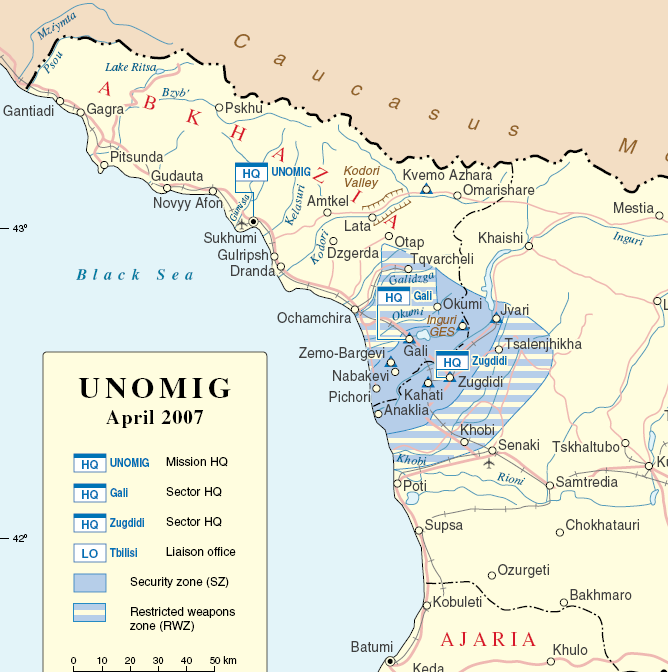
El distrito de Gali fue, en gran medida, una zona de seguridad.

Las Naciones Unidas y otras organizaciones internacionales han instado infructuosamente a las autoridades de facto abjasias a "abstenerse de adoptar medidas incompatibles con el derecho al retorno y con las normas internacionales de derechos humanos, como legislación discriminatoria... [y] a cooperar en el establecimiento de una oficina internacional permanente de derechos humanos en Gali y admitir a la policía civil de las Naciones Unidas sin más demora".
La situación de seguridad en el distrito mejoró desde febrero de 2006 y en general estuvo tranquila en 2006. Sin embargo, las redes criminales tanto abjasias como georgianas continúan acosando a los lugareños. Georgia critica regularmente a las autoridades abjasias y a las fuerzas de mantenimiento de la paz rusas por no garantizar la seguridad de la población local y evitar los abusos contra los derechos humanos. Después de la guerra ruso-georgiana de agosto de 2008, la situación en Gali se deterioró significativamente con la acumulación militar rusa y abjasia, y el aumento de la presión sobre los georgianos locales por parte de las autoridades abjasias. En abril de 2009, el Alto Comisionado de la OSCE para las Minorías Nacionales instó a "las autoridades de facto a poner fin a la presión que se ejerce sobre la población georgiana en el distrito de Gali mediante la limitación de sus derechos a la educación, la 'pasaportización' obligatoria, el reclutamiento forzoso a las fuerzas militares abjasias y restricciones a su libertad de movimiento".
Georgia también ha informado de varios casos de reclutamiento forzoso de georgianos retornados para el ejército abjasio, pero las autoridades de Sujumi lo niegan categóricamente y afirman que todos los ciudadanos están obligados a servir, pero nadie es reclutado a la fuerza. También se denunciaron amenazas realizadas por los servicios de seguridad georgianos dirigidas a impedir la participación de los residentes del distrito en las elecciones y contra los habitantes del distrito que trabajan en su administración.
Sobre la base de numerosas declaraciones de funcionarios georgianos, Georgia está desarrollando activamente varios programas para volver a Abjasia bajo su control, en los que el tema central es la situación de la población georgiana en Gali, así como el tema del regreso de refugiados de Georgia a sus propios territorios y casas (que a menudo ya no existen físicamente debido a la destrucción, o están ocupadas por otras personas) en el distrito de Gali. En este sentido, los líderes abjasios están tomando medidas para obtener un pasaporte de la población de la región, aparentemente contando con el hecho de que esto no solo ayudará a mantener registros de las personas que viven aquí, sino que también resolverá el problema de los georgianos étnicos (a menudo ciudadanos de Georgia) que viven en el territorio de Abjasia y que tienden a visitar Georgia.
Según información publicada en los medios de comunicación, en Georgia el problema del retorno de la población se agudizó especialmente tras el conflicto entre Georgia y Osetia del Sur en 2008. Como problemas, se señalan la dificultad de obtener la ciudadanía abjasia, las oportunidades limitadas para recibir educación en el idioma georgiano y el endurecimiento del régimen fronterizo. El 31 de julio de 2009, el Parlamento de la región disidente aprobó una enmienda a la ley que hace que las personas de etnia georgiana que viven en el distrito de Gali sean elegibles para la ciudadanía abjasia. La medida provocó una ola de protestas entre los grupos de oposición que obligaron al Parlamento a revocar su decisión el 6 de agosto.

## Economía

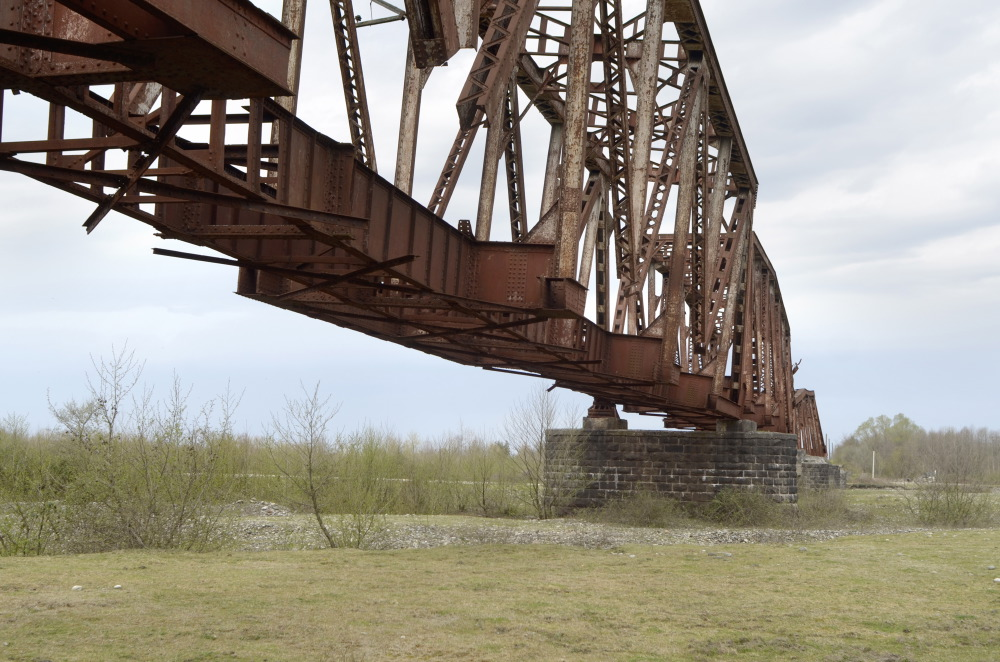
Puente sobre el río Inguri, en la frontera entre Abjasia y Georgia

El distrito de Gali es una zona agrícola rica en té y tung, cítricos, avellanas y hortalizas. La central hidroeléctrica de Inguri, situada en la frontera y operada conjuntamente, es un importante proveedor electricidad para Abjasia y parte de Georgia. La zona es conocida por sus plantaciones de té y tung. 
El presupuesto del distrito para 2006 fue de 7,5 millones de rublos rusos (300.000 dólares), pero el 30% son ingresos fiscales enviados a Sujumi. El 70% restante se gasta en salarios, pensiones y gastos de administración. Sin embargo, el presupuesto del distrito no incluye asignaciones del presupuesto central, que tienden a ser ad hoc, dependiendo de necesidades particulares. La infraestructura sigue en estado de ruina y, a pesar de la limitada ayuda humanitaria internacional, la mayoría de los retornados continúan viviendo en casas dañadas o refugios temporales. La asistencia humanitaria a los residentes locales (independientemente de si están trabajando o no) es brindada en el terreno por unidades del Ministerio de Emergencias de Rusia y varias organizaciones no gubernamentales que entregan alimentos (lo más importante para los residentes locales, especialmente alimentos para bebés), necesidades básicas e incluso materiales de construcción (las viviendas de los residentes locales hasta el día de hoy no han sido restauradas desde el final del conflicto de 1992-1993).
A los residentes de Gali se les permite cruzar con relativa libertad a la vecina Georgia, pero deben pagar 50 rublos rusos. Los aranceles aduaneros también se aplican a los bienes que transportan desde o hacia Georgia. Sin embargo, después de la guerra ruso-georgiana de 2008, la línea de alto el fuego se ha vuelto cada vez más difícil de cruzar, con largas demoras en el puesto de control. Como resultado, los vínculos económicos y comerciales entre los dos lados de la línea de cese del fuego, que constituían la columna vertebral de las economías de supervivencia de los residentes, se volvieron más tensos.

## Demografía
La población del distrito tuvo grandes crecimientos en el siglo XX mientras fue parte de la Unión Soviética. Sin embargo, cuando estalló la guerra en Abjasia, se produjo un colapso en la población con la pérdida de más de 50.000 personas (que huyeron de Abjasia o murieron durante el conflicto armado), un 63% de la población de entonces. Sin embargo, a diferencia de otros distritos de Abjasia, no se produjo una limpieza étnica de georgianos ya que hoy en día siguen siendo abrumadoramente el grupo más numeroso. Desde el final de la guerra, no se ha producido un retorno de la población huida.
| Gráfica de evolución demográfica de Distrito de Gali entre 1926 y 2020 |
|                                                                        |

Durante años, las autoridades abjasias han promocionado y fomentado las identidades y lenguas mingrelianas y esvanas, con el objetivo de disminuir la enorme diferencia por la cual los georgianos son el grupo étnico más numeroso del distrito. Según cifras de 2011,  el 91,5% (27.776 personas) de la población del distrito se autoidentifica como georgianos, frente 6,7% de mingrelianos (2.035 personas) y al 0,1% de esvanos (2 personas).
En la siguiente tabla, en la que se tuvo en cuenta a mingrelianos y esvanos como un subgrupo dentro de los georgianos, se puede ver la distribución demográfica del distrito en 2011:
|                       | 2011       | 2011       | 2011      | 2011       | 2011      | 2011       | 2011      | 2011       | 2011       | 2011       | 2011      | 2011       | 2011      |
|                       | Georgianos | Georgianos | Abjasios  | Abjasios   | Rusos     | Rusos      | Armenios  | Armenios   | Ucranianos | Ucranianos | Griegos   | Griegos    | Total     |
| Población             | Población  | Porcentaje | Población | Porcentaje | Población | Porcentaje | Población | Porcentaje | Población  | Porcentaje | Población | Porcentaje | Población |
| --------------------- | ---------- | ---------- | --------- | ---------- | --------- | ---------- | --------- | ---------- | ---------- | ---------- | --------- | ---------- | --------- |
| Gali                  | 7360       | 96,8%      | 126       | 1,7%       | 73        | 1%         | 11        | 0,1%       | 10         | 0,1%       | -         | -          | 7604      |
| Churburjindji         | 3314       | 99,3%      | 7         | 0,2%       | 12        | 0,4%       | 2         | 0,1%       | 2          | 0,1%       | 1         | 0,1%       | 3340      |
| Pirveli Otobaia       | 2753       | 99,3%      | 4         | 0,1%       | 5         | 0,2%       | -         | -          | -          | -          | -         | -          | 2772      |
| Saberio/Papynyrchva   | 2299       | 97%        | 18        | 0,8%       | 22        | 0,9%       | 4         | 0,2%       | 3          | 0,1%       | 5         | 0,2%       | 2370      |
| Kvemo Barghebi        | 1669       | 99,5%      | 5         | 0,3%       | 2         | 0,1%       | -         | -          | -          | -          | -         | -          | 1677      |
| Tagiloni              | 1423       | 99,5%      | -         | -          | 2         | 0,1%       | 3         | 0,2%       | 1          | 0,1%       | -         | -          | 1430      |
| Shashikvara           | 1420       | 98,1%      | 4         | 0,3%       | 20        | 1,4%       | 2         | 0,1%       | 0          | -          | -         | -          | 1447      |
| Zemo Barghebi         | 1145       | 98,8%      | 5         | 0,4%       | 5         | 0,4%       | -         | -          | -          | -          | -         | -          | 1159      |
| Pichori               | 1061       | 99,7%      | -         | -          | 3         | 0,3%       | -         | -          | -          | -          | -         | -          | 1064      |
| Majundjia             | 997        | 97,7%      | 4         | 0,4%       | 4         | 0,4%       | 1         | 0,1%       | -          | -          | 4         | 0,4%       | 1020      |
| Nabakevi/Bataigvara   | 987        | 98,8%      | 5         | 0,5%       | 6         | 0,6%       | -         | -          | -          | -          | 1         | 0,1%       | 999       |
| Meore Otobaia         | 970        | 99,1%      | 3         | 0,3%       | 4         | 0,4%       | 1         | 0,1%       | -          | -          | -         | -          | 979       |
| Dijazurga/Abaakyt     | 962        | 99%        | 1         | 0,1%       | 3         | 0,3%       | 2         | 0,2%       | -          | -          | -         | -          | 972       |
| Repo-Eceri            | 962        | 99,1%      | 9         | 0,9%       | -         | -          | -         | -          | -          | -          | -         | -          | 971       |
| Sida                  | 708        | 98,6%      | 7         | 1%         | 2         | 0,3%       |           |            |            |            |           |            | 718       |
| Gagida                | 700        | 98,9%      | 2         | 0,3%       | 5         | 0,7%       | -         | -          | -          | -          | -         | -          | 708       |
| Lekujona/Alakumhara   | 512        | 99,6%      | 1         | 0,2%       | -         | -          | -         | -          | -          | -          | -         | -          | 514       |
| Ganajleba             | 506        | 99,2%      | 4         | 0,8%       | -         | -          | -         | -          | -          | -          | -         | -          | 510       |
| Meore Gudava/Primorsk | 65         | 64,4%      | 3         | 3%         | 20        | 19,8%      | 1         | 1%         | 3          | 3%         | -         | -          | 101       |
| Total                 | 29 813     | 98,2%      | 208       | 0,7%       | 188       | 0,6%       | 26        | 0,1%       | 21         | 0,1%       | 11        | 0,1%       | 30 356    |

En una reunión en el Parlamento de Abjasia en noviembre de 2011, se señaló que muchos samurzakanos (en referencia a los residentes del distrito de Gali) son de etnia abjasia que quieren devolver sus apellidos originales y su nacionalidad, pero se enfrentan a problemas que los funcionarios crean artificialmente para ellos.

### Idiomas
El idioma principal de comunicación en el distrito es el mingreliano, en menor medida también se usan el georgiano y con menos frecuencia en ruso. El idioma abjasio, con raras excepciones, no se utiliza.